# 倫敦碼頭區博物館

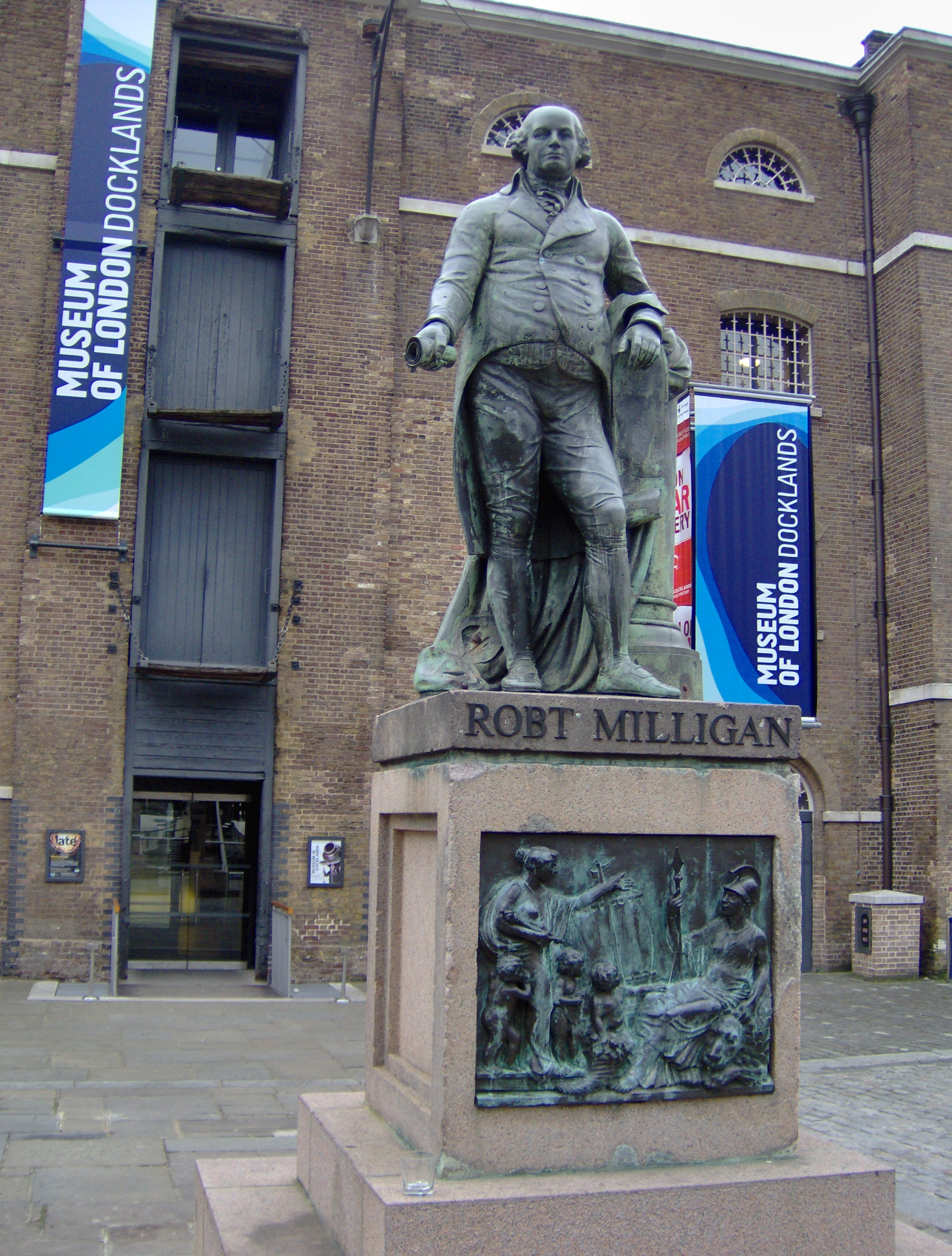
碼頭區博物館

倫敦碼頭區博物館（Museum of London Docklands）是位於英國倫敦東部道格斯島的一座博物館，展示倫敦地區泰晤士河的歷史以及倫敦碼頭區的發展史。倫敦碼頭區博物館是倫敦博物館的一部分，開業於2003年，位於一座19世紀喬治風格的建築之內，靠近金絲雀碼頭。

## 外部連結
- Official website of the Museum of London Docklands*Official website of the Museum of London（页面存档备份，存于）

51°30′27″N 0°1′25″W / 51.50750°N 0.02361°W